# Deutzia rubens
Deutzia rubens är en hortensiaväxtart som beskrevs av Alfred Rehder. Deutzia rubens ingår i släktet deutzior, och familjen hortensiaväxter. Inga underarter finns listade i Catalogue of Life.